# 島津幸広
島津 幸広（しまづ ゆきひろ、1956年10月19日 - 2025年2月16日）は、日本の政治家・ジャーナリスト。日本共産党所属の元衆議院議員（1期）。

## 経歴
静岡県浜松市に生まれる。静岡県立浜松工業高等学校建築科に在学中民青同盟に加盟。同校3年生時に日本共産党に入党。卒業後は静岡民報やしんぶん赤旗の記者を務める。
1995年の第17回参議院議員通常選挙に静岡県選挙区より立候補するも落選。その後1998年、2001年、2004年に行われた参議院議員選挙に同選挙区から立候補するがいずれも落選。
2013年に行われた静岡県知事選挙へ立候補するも落選。
2014年に行われた第47回衆議院議員総選挙に、比例東海ブロック単独で立候補し、初当選を果たした。
2017年に行われた第48回衆議院議員総選挙に、比例東海ブロック単独2位で立候補し、落選。
2020年1月、望月義夫の死去に伴い同年4月に投開票が行われる静岡4区補欠選挙に立候補の意向を示したが、3月17日、元東京都議会議員の田中健を野党統一候補にする事に伴い立候補を取り下げた。
同年7月、日本共産党は島津を第49回衆議院議員総選挙の静岡1区の候補者として擁立することを発表したが、総選挙直前に選挙区からは立候補せず比例東海ブロック単独候補となる事が発表された。投開票の結果、比例東海ブロックでの獲得議席が1議席であったため、単独2位の島津は落選した。
2025年2月16日、大腸がんのため、静岡県駿東郡長泉町の病院で死去した。68歳没。

## 政策・主張

### 憲法改正
- 憲法改正と集団的自衛権の行使に反対[14]。
- 非核三原則を堅持すべきだ[15]。

### 経済問題
- アベノミクスを評価しない[14]。
- 長期的に消費税率を10％よりも高くすることに反対[15]。
- 幼稚園・保育所から大学まで教育を無償化すべきだ[15]。
- 経済競争力を多少犠牲にしても格差是正を優先すべきだ[15]。
- 財政赤字は危機的水準であるので、国債発行を抑制すべきだ[15]。
- 所得や資産の多い人に対する課税を強化すべきだ[15]。

### その他
- 原発は日本に必要ない[14]。
- 村山談話・河野談話を見直すべきでない[14]。
- ヘイトスピーチを法律で規制することに賛成[14]。
- 特定秘密保護法は日本に必要ない[14]。
- 安全保障関連法の成立を評価しない[15]。
- 北朝鮮問題への取り組みを評価しない[15]。
- 共謀罪法を評価しない[15]。
- 森友学園・加計学園問題への対応を評価しない[15]。
- 男性同士、女性同士の結婚を法律で認めるべきだ[15]。
- 被選挙権を得られる年齢を引き下げるべきだ[15]。
- 選択的夫婦別姓の導入に賛成[15]。
- 一人親家庭やDINKsなど家族の形は多様でよい[15]。
- 受動喫煙防止を目的に飲食店等の建物内を原則禁煙とする健康増進法改正に賛成[16]。